# Cosmoe

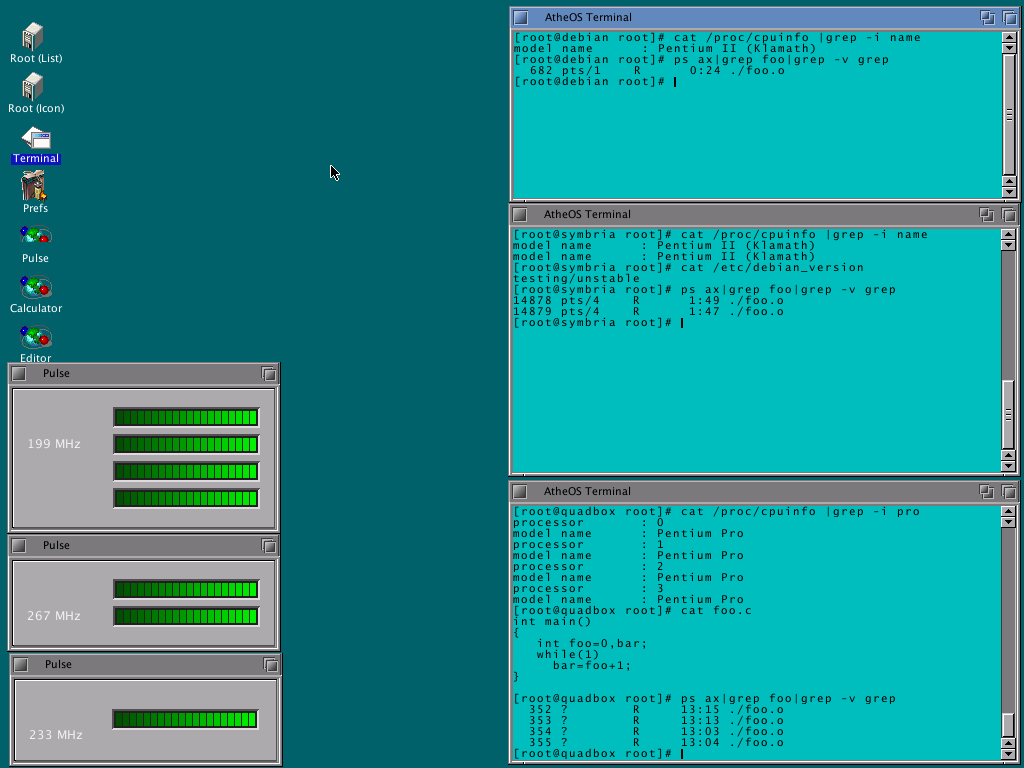

Cosmoe는 BeOS의 겉모습과 비슷한 운영 체제를 만들려는 오픈 소스 프로젝트이다. 리눅스 커널에 기반하고 있으며 AtheOS의 소스 코드에서 많은 부분을 가져왔다. BeOS와 소스 코드 단계에서 호환성을 가지는 운영 체제를 만드는 것이 목적이다.